# Ciclodestrucción
La ciclodestrucción o cicloablación es un procedimiento quirúrgico para el tratamiento del glaucoma. La ciclodestrucción reduce la presión intraocular (PIO) del ojo al disminuir la producción de humor acuoso mediante la destrucción del cuerpo ciliar. Hasta el desarrollo de técnicas más seguras y menos destructivas como la ciclofotocoagulación con diodo de micropulso y la endociclofotocoagulación, las cirugías ciclodestructivas se realizaban principalmente en glaucoma refractario u ojos glaucomatosos avanzados con mal pronóstico visual.

## Tipos
La ciclodestrucción puede realizarse mediante diatermia, ciclodiatermia penetrante, crioterapia, ultrasonidos, láser o escisión quirúrgica.

### Ciclofotocoagulación
La ciclofotocoagulación (CPC), el procedimiento ciclodestructivo más común, se realiza utilizando rayos láser de diferentes longitudes de onda. El láser de rubí (693 nm de longitud de onda), el láser Nd:YAG (1064 nm de longitud de onda) o el láser de diodo (810 nm de longitud de onda) pueden utilizarse para realizar la CPC. Las técnicas de ciclofotocoagulación comunes incluyen la ciclofotocoagulación transescleral (CPC-ET), la ciclofotocoagulación con diodo de onda continua (CPC-ET), la ciclofotocoagulación con diodo MicroPulse (CPC-ET), la endociclofotocoagulación (ECP) y la ciclodestrucción con ultrasonidos focalizados de alta intensidad (HIFU). Las complicaciones son menores con la ciclofotocoagulación transescleral con láser de diodo y la ciclofotocoagulación endoscópica con láser de diodo.

#### Ciclofotocoagulación transescleral
Para realizar la ciclofotocoagulación transescleral se utiliza un láser de diodo con una longitud de onda de 810 nm. En la TS-CPC, el láser absorbido por la melanina de los procesos ciliares provoca la fotocoagulación. Dado que se trata de un procedimiento doloroso, la TS-CPC suele realizarse bajo anestesia retrobulbar o peribulbar. La ciclofotocoagulación transescleral por diodo de micropulsos (MP-TSCPC), un procedimiento TS-CPC modificado, es un procedimiento más seguro.

#### Endociclofotocoagulación
La endociclofotocoagulación (ECP) o ciclofotocoagulación endoscópica mediante endoscopio permite la visión directa de los procesos ciliares durante la cirugía. En comparación con la TS-CPC, la disrupción tisular es menor con la ECP.

### Ciclocrioterapia
La ciclocrioterapia se realiza congelando los procesos ciliares del ojo. En el glaucoma neovascular, la ciclocrioterapia se aconseja cuando no es posible el control médico de la PIO.

## Complicaciones
La inflamación, el desprendimiento de retina, la hipotonía, la ptisis bulbi y la oftalmia simpática son algunas de las complicaciones frecuentes de los procedimientos ciclodestructivos. Dado que existe riesgo de inflamación que provoque hipotonía y phthisis bulbi, la ciclofotocoagulación debe realizarse con extrema precaución en el glaucoma uveítico. El dolor, el hipema y la iridociclitis son posibles complicaciones de la TS-CPC. Los exudados de fibrina, el hipema, el edema macular cistoide y la pérdida de visión son posibles complicaciones de la PAE.

## Historia
Los primeros procedimientos quirúrgicos para reducir la presión intraocular del ojo, disminuyendo la producción de humor acuoso, dañando el cuerpo ciliar mediante diatermia, ciclodiatermia penetrante o escisión quirúrgica se realizaron a principios del siglo XX. La ciclodestrucción por diatermia fue realizada por primera vez por Weve en 1933. En 1949, Berens et al. describieron la cicloelectrolisis. La ciclocrioterapia fue descrita por primera vez por Bietti en 1950. La ciclodestrucción por ciclofotocoagulación fue realizada por primera vez por Beckman et al, en 1972, utilizando un láser de rubí. La ECP fue desarrollada por Martin Uram en 1992.